# Међународни рачуноводствени стандард 34
МРС 34 - Периодично финансијско извештавање
Овај стандард има за циљ да пропише минимални садржај периодичног финансијског извештаја и принципе за признавање и мерење у финансијским извештајима међупериода. Периодично финансијско извештавање захтевају често државни органи, комисије за хартије од вредности, берзе и рачуноводствени органи. Периодични финансијски извештаји могу бити потпуни као и годишњи тј. да садрже Биланс стања, Биланс успеха, Извештај о променама на капиталу, Извештај о токовима готовине, рачуноводствене политике и напомене.
Периодични финансијски извештаји по овом стандарду морају да имају најмање следеће компоненте: сажети Биланс стања, сажети Биланс успеха, сажети Извештај свих промена на сопственом капиталу без нових уплата или исплата по основу остварене нето добити за дати период, сажети извештај о токовима готовине и изабране напомене са објашњењима.